# Advance Wars: Dark Conflict
Advance Wars: Dark Conflict, paru sous le nom de Advance Wars: Days of Ruin en Amérique du Nord, est un jeu de tactique au tour par tour développé par Intelligent Systems et édité par Nintendo sur Nintendo DS. Le jeu est sorti le 21 janvier 2008 en Amérique du Nord et le 26 janvier 2008 en Europe. Deuxième épisode sur Nintendo DS, il apporte un renouveau total à la série, avec un scénario entièrement revu ainsi que des personnages, des décors, et des unités différentes. Le principe de base du jeu lui ne change pas, et on retrouve la plupart des mécanismes et unités présentes dans les opus précédents. Le jeu tente de corriger les déséquilibres de l'épisode précédent, en supprimant les pouvoirs superflus et les unités trop puissantes. La vue isométrique a été enrichie d'une vue 2D, obtenue en dézoomant la carte, afin de gagner en visibilité et confort de jeu.

## Système de jeu
Sur un champ de bataille fonctionnant par case et au tour par tour, le joueur doit déplacer ses troupes avec stratégie pour éliminer toutes les unités de l'ennemi ou en capturant son QG. Quand le tour commence, le joueur déplace ses troupes les unes après les autres. La création d'unités passe par les usines (unités terrestres), les ports (unités maritimes) et les aéroports (unités aériennes).
Lorsque le joueur est arrivé au bout de ses actions, il appuie sur "finir le tour" et l'adversaire commence son tour.

## Histoire du jeu
L'Histoire débute dès le début du jeu d'une manière tragique : 90% de l'humanité a été tuée par des frappes de météores qui ont détruit la civilisation moderne et causé un énorme nuage de poussière, masquant le soleil. Certains restes de plusieurs puissances militaires résistent, combattant dans ce monde détruit, certaines factions protégent les innocents tandis que d'autres s'en prennent à eux.
Après beaucoup de combats et différente péripéties, le principal ennemi du jeu s'avère être Intelligent Defence Systems, dirigé par Stolos, qui a profité de la dévastation du monde pour mener d'horribles expériences biologiques et psychologiques qu'il n'aurait pas pu entreprendre autrement. Ce sera lui l'ennemi final du jeu et ces dernières batailles seront particulièrement dures et exigeantes. 
| Advance Wars: Dark Conflict |      |        |
| Média                       | Pays | Notes  |
| Cyber Stratège              | FR   | 7/10   |
| Eurogamer                   | GB   | 8/10   |
| Gamekult                    | FR   | 8/10   |
| GameSpot                    | US   | 80 %   |
| IGN                         | US   | 86 %   |
| Jeuxvideo.com               | FR   | 15/20  |
| Compilations de notes       |      |        |
| Metacritic                  | US   | 86 %   |
| GameRankings                | US   | 85,3 % |